# 石抹宜孫
石抹宜孙（？—1359年），字申之，是元朝末年将领。

## 生平
石抹宜孙祖先是辽朝迪烈乣人，世袭父亲的职位，担任沿海上副万户，镇守处州。至正年间，石抹宜孙任用刘基、章溢、叶琛等名士参谋军事，镇压闽浙民乱，官至江浙行省参知政事。
至正十九年（1359年），红巾军将领朱元璋攻下浙东处州，石抹宜孙带数十骑走福州境上。
至正二十年六月，耿再成败石抹宜孙于庆元。石抹宜孙战死，朱元璋遣使祭奠了他。